# Gemeentebelangen Hoogeveen e.o.
Gemeentebelangen Hoogeveen e.o. is een lokale politieke partij uit de gemeente Hoogeveen. De partij werd opgericht in 1978.
Tot aan de verkiezingen van 1994 had Gemeentebelangen steeds één zetel in de Hoogeveense gemeenteraad. Tussen 1994 en 1998 had de partij twee zetels en na de verkiezingen van 1998 drie. Na de verkiezingen van 2002 had de partij 4 zetels in de gemeenteraad. In deze raadsperiode (2002-2006) leverde de partij ook een wethouder in de persoon van Jan Stoefzand, die eerder jarenlang voorzitter was. In 2006 verloor de partij een zetel en ging terug naar 3 zetels in de gemeenteraad.
Na de verkiezingen van 2010 kreeg de partij 5 zetels in de raad. In 2014 werden dat er 7 en in 2018 werd de partij met 8 zetels de grootste partij in de Hoogeveense gemeenteraad. De partij heeft één wethouder, Jan Steenbergen.

## Sterk Lokaal
Bij de verkiezingen voor de Provinciale Staten van 18 maart 2015 maakte Gemeentebelangen Hoogeveen e.o. deel uit van een samenwerkingsverband van lokale partijen, dat onder de naam Sterk Lokaal in Drenthe meedeed. De partij haalde één zetel in de Provinciale Staten van Drenthe.